# Bahnhof Gartz (Oder)

Der Bahnhof Gartz (Oder) war der Bahnhof der Stadt Gartz (Oder) im heutigen Landkreis Uckermark. Er war Endpunkt der Bahnstrecke Tantow–Gartz. 1913 wurde er eröffnet und schon nach dem Zweiten Weltkrieg geschlossen, 1948 wurde die Strecke als Reparationsleistung abgebaut.

## Lage
Der Bahnhof liegt etwa 500 m westlich des Gartzer Stadtkerns. Hier endete die Strecke aus Tantow. Die nächste Station in Richtung Norden war der ungefähr fünf Kilometer entfernte Haltepunkt Geesow. Die Distanz vom Bahnhof Gartz bis zum Anfangspunkt der Strecke in Tantow betrug 7,3 km.

## Anlagen

### Bahnsteige und Gleise
Dafür, dass der Gartzer Bahnhof über die Abfertigungsbefugnisse im Personen-, Gepäck-, Expressgut- und Güterverkehr im Binnen- und im internationalen Güterverkehr verfügte, waren die dafür vorgesehenen Bahnanlagen nicht allzu umfangreich. Es existierten ein Ladegleis mit Kopf- und Seitenrampe sowie zwei Betriebsgleise und ein im Lokomotivschuppen endendes Stumpfgleis, außerdem das Hauptgleis und ein Privatanschlussgleis an einen Speicher in der Nähe des Bahnhofs.
Vom Bahnhof führten weitere Anschlussgleise zu einem Lagerhaus und einer Nagelfabrik.

### Empfangsgebäude
Noch während des Baus der Bahnstrecke nach Tantow verhandelte der Magistrat der Stadt Gartz mit der KED Stettin über den genauen Standort des Gebäudes. Letztendlich wurde der Wunsch des Magistrats umgesetzt und dieses auf der westlichen Bahnhofsseite errichtet. Daher fielen für Gartz zusätzliche Kosten für eine Zufahrtsstraße an, da die ursprüngliche Planung vorsah, eine bereits bestehende Landstraße für diesen Zweck zu nutzen.
Hier waren das Zollamt und eine Bestätterei untergebracht. Nach der Wende wurde es durch den Bundesgrenzschutz als Dienstgebäude genutzt. Nunmehr dient es als Wohn- und Bürogebäude.

## Bahnhofsgaststätte
Neben den Diensträumen und einer Dienstwohnung befand sich im Bahnhofsgebäude ein Restaurant, dessen Fläche 72,82 m² betrug. Die Anpachtung der Gaststätte war von überregionalen Bewerbern sehr nachgefragt. Trotz des Abbaus der Strecke wurde der Betrieb nach 1945 weitergeführt. Ein Gastwirt aus Berlin übernahm die Gaststätte. Die Abteilung Reiseverkehr der Reichsbahndirektion Greifswald bestätigte eine gute Führung der Gaststätte und der Umsatz betrug für das erste Halbjahr 68 774 Mark. Durch den Abbau der Strecke und den damit ausbleibenden Reiseverkehr verzeichnete der Wirt seit etwa 1949 einen ständigen Umsatzrückgang. Viele Anträge auf die Herabsetzung der Pacht blieben unberücksichtigt, sodass die Bahnhofsgaststätte nicht mehr rentabel war. Am 1. Juli 1949 verließ der Wirt Gartz. Die Deutsche Reichsbahn wollte die Gaststätte aufgeben, zumal die Gartzer Berufsschule plante, die Räume für jährlich 200 Mark (Ost) zu pachten. Die Stadt Gartz (Oder) entschied sich jedoch für den Erhalt der Gaststätte. Zunächst übernahm ein Rentner provisorisch den Betrieb, anschließend bis 1956 eine ortsansässige Frau. Deren Erkrankung Anfang 1956 folgte die Schließung des Restaurants. Am 15. Juni 1956 wurde der Pachtvertrag gekündigt. Die Deutsche Reichsbahn übergab die komplette Ausstattung der Räumlichkeiten der Bahnhofswirtschaft in Casekow.
Die Gaststättenräume wurde von der volkseigenen Handelsorganisation (HO) übernommen. Diese eröffnete dort am 1. August 1956 eine Möbelhandlung. Bereits zuvor wurde von der HO die Güterabfertigung als Möbellager genutzt.

## Verkehrsaufkommen

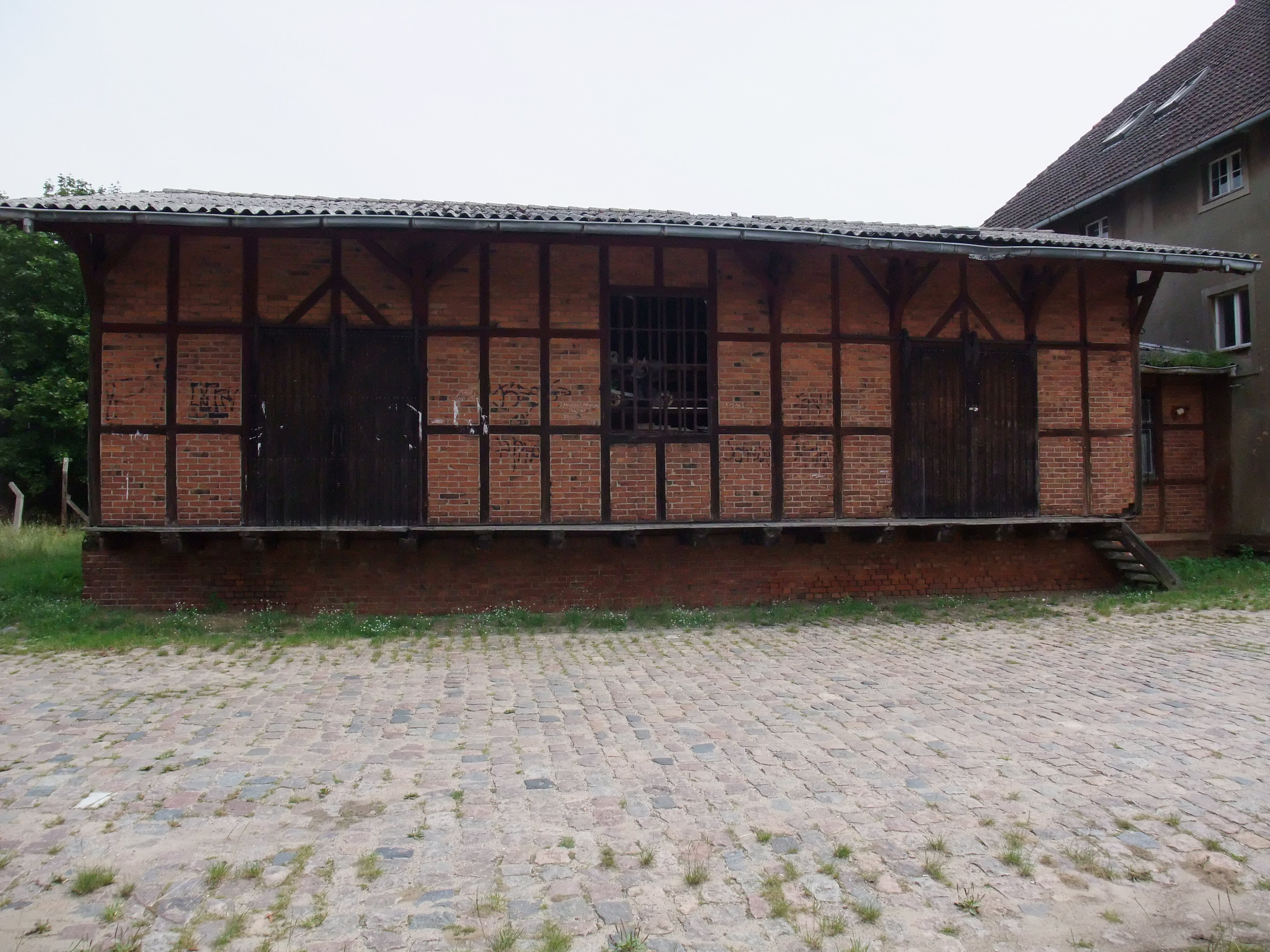
Alter Güterschuppen (2011)

Die folgende Tabelle stellt das Personen- und Güterverkehrsaufkommen aus den Jahren 1913, 1927 und 1933 dar. Nicht alle Zahlen dazu sind bekannt.
|                                | 1913   | 1927   | 1933   |
| ------------------------------ | ------ | ------ | ------ |
| Abgefertigte Personen          | 35 518 | 30 891 | 22 286 |
| Gepäck Versand t               |        | 9      | 2      |
| Gepäck Empfang t               |        | 12     | 3      |
| Aufbewahrungsgepäckstück Stück |        |        | 128    |
| Expressgut Versand t           |        | 3      | 3      |
| Expressgut Empfang t           |        | 7      | 9      |

|                         | 1913 | 1923 | 1933 |
| ----------------------- | ---- | ---- | ---- |
| Stückgut Versand t      | 465  | 173  | 134  |
| Stückgut Empfang t      | 460  | 188  | 276  |
| Wagenladungen Versand t | 1207 | 3987 | 2832 |
| Wagenladungen Empfang t | 2462 | 3655 | 5707 |
| Milch Versand t         |      |      | 176  |
| Milch Empfang t         |      |      | 61   |